# Rudanske, Șarhorod
Rudanske (în ucraineană Руданське) este o comună în raionul Șarhorod, regiunea Vinnița, Ucraina, formată numai din satul de reședință.

## Demografie
Componența lingvistică a satului Rudanske
     Ucraineană (99,37%)
     Alte limbi (0,64%)
Conform recensământului din 2001, majoritatea populației satului Rudanske era vorbitoare de ucraineană (99,37%), existând în minoritate și vorbitori de alte limbi.